# Becheln
Becheln est une municipalité du Verbandsgemeinde Bad Ems, dans l'arrondissement de Rhin-Lahn, en Rhénanie-Palatinat, dans l'ouest de l'Allemagne.